# Mario Méndez Fútbol Club
Los Rayados de Chiriquí o Mario Méndez FC son el representativo de la Academia Mario Méndez Fútbol Club,  es un club de fútbol panameño de la ciudad de David en la Provincia de Chiriquí. Actualmente participa en la Zona Norte de la Conferencia Oeste de la Liga Prom, desde 2021. Luego de haber clasificado a la extinta Copa Rommel Fernández.

## Historia
La Academia de Fútbol Mario Méndez fue fundada en el año 2011 en la Provincia de Chiriquí, por el exfutbolista Mario Méndez.
Desde el año 2021 participa como club aficionado de fútbol en la Segunda División de Panamá, con el proyecto de reestructuración de las diferentes ligas del país. En su primera temporada alcanzó su primer título profesional en la final de conferencia (División Oeste) venciendo por la tanda de los penales 5-4, luego de un marcador 2-2, al equipo del SD Atlético Nacional. Luego cayó derrotado ante el Alianza FC II 2-1 en la final del Torneo Apertura 2021.

## Estadio
La sede del equipo a nivel semiprofesional es el Estadio San Cristóbal de la Ciudad de David de la Provincia de Chiriquí. Dicho coliseo cuenta con una capacidad aproximada de 3,000 espectadores.

## Uniforme
| Período     | Proveedor | Logotipo |
| ----------- | --------- | -------- |
| 2011 - 2020 | FB Sport  |          |
| 2021        | Keuka     |          |
| 2022        | Lotto     |          |
| 2023 - Act. | Valor     |          |

## Rivalidad
Su mayor rival es el Atlético Chiriquí, con quien disputa el "Derbi Chiricano" desde el año 2021. Actualmente solo lo ha disputado a nivel de 2ª Categoría.

## Jugadores
Plantilla Oficial Inicial del Torneo Apertura

## Entrenadores
- Mario Méndez (2021 - 2022)
- Jesús Salcedo (2022 - Act.)

## Presidentes
- Mario Méndez (2011 - 2021)
- Yanisely Díaz (2022 - Act.)

## Palmarés

### Torneos Nacionales
| Torneos nacionales               | Títulos | Subcampeonatos                                              |
| -------------------------------- | ------- | ----------------------------------------------------------- |
| Liga de Promoción (0/4) (record) |         | Apertura 2021, Apertura 2022, Clausura 2022, Apertura 2024. |

### Otros logros
- Campeonatos de Conferencia: (4)
  - Campeón de la División Oeste del Torneo Apertura 2021 Liga Prom.
  - Campeón de la División Oeste del Torneo Apertura 2022 Liga Prom.
  - Campeón de la División Oeste del Torneo Clausura 2022 Liga Prom.
  - Campeón de la División Oeste del Torneo Apertura 2024 Liga Prom.